# Béville-le-Comte
Béville-le-Comte és un municipi francès, situat al departament de l'Eure i Loir i a la regió de Centre – Vall del Loira. L'any 2007 tenia 1.415 habitants.

## Demografia

### Població
El 2007 la població de fet de Béville-le-Comte era de 1.415 persones. Hi havia 516 famílies, de les quals 104 eren unipersonals (52 homes vivint sols i 52 dones vivint soles), 160 parelles sense fills, 224 parelles amb fills i 28 famílies monoparentals amb fills.
La població ha evolucionat segons el següent gràfic:
Habitants censats

### Habitatges
El 2007 hi havia 596 habitatges, 524 eren l'habitatge principal de la família, 41 eren segones residències i 31 estaven desocupats. 544 eren cases i 52 eren apartaments. Dels 524 habitatges principals, 413 estaven ocupats pels seus propietaris, 106 estaven llogats i ocupats pels llogaters i 5 estaven cedits a títol gratuït; 3 tenien una cambra, 24 en tenien dues, 71 en tenien tres, 135 en tenien quatre i 291 en tenien cinc o més. 404 habitatges disposaven pel capbaix d'una plaça de pàrquing. A 222 habitatges hi havia un automòbil i a 266 n'hi havia dos o més.

### Piràmide de població
La piràmide de població per edats i sexe el 2009 era:
| Homes | Edats   | Dones |
| ----- | ------- | ----- |
| 4     | 95 o +  | 0     |
| 4     | 90 a 94 | 12    |
| 0     | 85 a 89 | 16    |
| 8     | 80 a 84 | 8     |
| 16    | 75 a 79 | 20    |
| 20    | 70 a 74 | 16    |
| 16    | 65 a 69 | 16    |
| 48    | 60 a 64 | 48    |
| 12    | 55 a 59 | 32    |
| 36    | 50 a 54 | 40    |
| 56    | 45 a 49 | 60    |
| 44    | 40 a 44 | 52    |
| 64    | 35 a 39 | 60    |
| 56    | 30 a 34 | 40    |
| 32    | 25 a 29 | 28    |
| 40    | 20 a 24 | 36    |
| 52    | 15 a 19 | 68    |
| 28    | 10 a 14 | 72    |
| 52    | 5 a 9   | 48    |
| 20    | 0 a 4   | 52    |

## Economia
El 2007 la població en edat de treballar era de 908 persones, 713 eren actives i 195 eren inactives. De les 713 persones actives 649 estaven ocupades (348 homes i 301 dones) i 64 estaven aturades (24 homes i 40 dones). De les 195 persones inactives 78 estaven jubilades, 75 estaven estudiant i 42 estaven classificades com a «altres inactius».

### Ingressos
El 2009 a Béville-le-Comte hi havia 541 unitats fiscals que integraven 1.492,5 persones, la mediana anual d'ingressos fiscals per persona era de 20.559 €.

### Activitats econòmiques
Dels 46 establiments que hi havia el 2007, 3 eren d'empreses extractives, 3 d'empreses alimentàries, 1 d'una empresa de fabricació d'altres productes industrials, 9 d'empreses de construcció, 4 d'empreses de comerç i reparació d'automòbils, 4 d'empreses de transport, 5 d'empreses d'hostatgeria i restauració, 1 d'una empresa d'informació i comunicació, 3 d'empreses financeres, 2 d'empreses immobiliàries, 5 d'empreses de serveis, 3 d'entitats de l'administració pública i 3 d'empreses classificades com a «altres activitats de serveis».
Dels 13 establiments de servei als particulars que hi havia el 2009, 1 era una oficina de correu, 1 paleta, 2 guixaires pintors, 2 fusteries, 2 lampisteries, 1 electricista, 1 perruqueria, 2 restaurants i 1 agència immobiliària.
Dels 5 establiments comercials que hi havia el 2009, 2 eren fleques, 1 una fleca, 1 una sabateria i 1 una joieria.
L'any 2000 a Béville-le-Comte hi havia 14 explotacions agrícoles que ocupaven un total de 1.314 hectàrees.

## Equipaments sanitaris i escolars
L'únic equipament sanitari que hi havia el 2009 era una farmàcia.
El 2009 hi havia 1 escola maternal i 1 escola elemental.

## Poblacions més properes
El següent diagrama mostra les poblacions més properes.